# Eucalyptus botryoides
Eucalyptus botryoides är en myrtenväxtart som beskrevs av James Edward Smith. Eucalyptus botryoides ingår i släktet Eucalyptus och familjen myrtenväxter. Inga underarter finns listade i Catalogue of Life.

## Bildgalleri

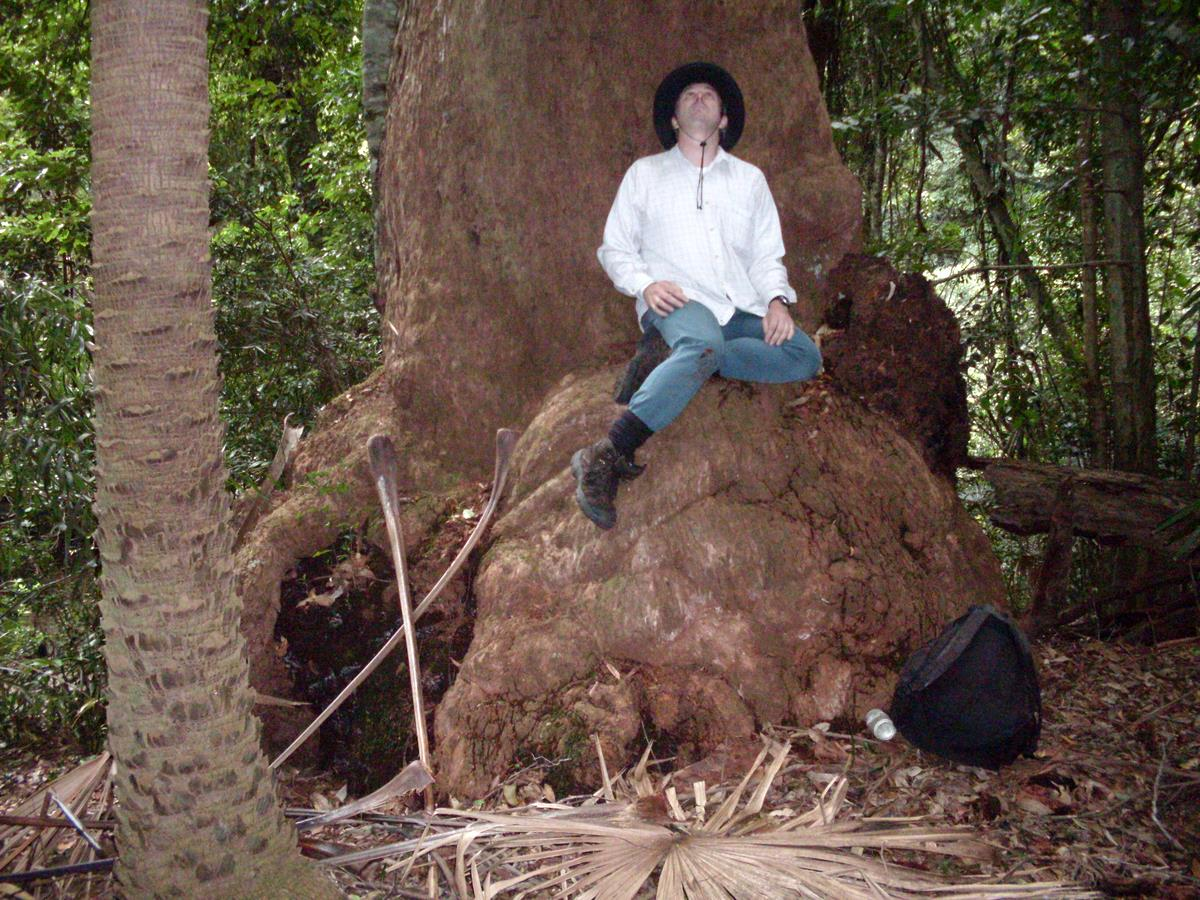